# Марио де Араужо Кабрал
Марио де Араужо Кабрал (на португалски: Mário Veloso de Araújo Cabral) е бивш португалски автомобилен състезател, пилот от Формула 1. Има 4 старта в шампионата, без спечелени точки.